# Distrikt San Pedro de Lloc
Der Distrikt San Pedro de Lloc liegt in der Provinz Pacasmayo in der Region La Libertad in Nordwest-Peru. Er besitzt eine Fläche von 698,42 km². Beim Zensus 2017 wurden 17.637 Einwohner gezählt. Im Jahr 1993 lag die Einwohnerzahl bei 15.381, im Jahr 2007 bei 16.149. Verwaltungssitz ist die Provinzhauptstadt San Pedro de Lloc.

## Geographische Lage
Der Distrikt San Pedro de Lloc erstreckt sich über den Süden der Provinz Pacasmayo. Er besitzt eine etwa 26 km lange Küstenlinie entlang der Pazifikküste. Er reicht bis zu 40 km ins Landesinnere. Im äußersten Osten erheben sich die Ausläufer der peruanischen Westkordillere mit Höhen von bis zu 2200 m. in einem Großteil des Distrikts, insbesondere im Süden, herrscht Wüstenvegetation. Lediglich im Nordwesten im Umkreis der Stadt San Pedro de Lloc wird bewässerte Landwirtschaft betrieben.
Der Distrikt San Pedro de Lloc grenzt im Norden an die Distrikte Pacasmayo, San José und Yonán (letzterer in der Provinz Contumazá). Im äußersten Osten grenzt der Distrikt an den Distrikt Cupisnique (ebenfalls in der Provinz Contumazá), im Südosten an den Distrikt Casa Grande sowie im Süden an den Distrikt Rázuri (beide in der Provinz Ascope).